# Canon de 12 cm L mle 1931
Canon de 12 cm L mle 1931 – belgijska armata polowa z okresu międzywojennego.
Zaprojektowana w 1931 armata weszła na uzbrojenia armii belgijskiej w 1934.  Była produkowana w zakładach Société anonyme John Cockerill w Liège.  Do 1939 wyprodukowano 48 egzemplarzy.  Po kapitulacji Belgii armata weszła na wyposażenie Wehrmachtu jako 12 cm Kanone 370(b), w służbie niemieckiej używana była w roli artylerii nadbrzeżnej.

## Bibliografia

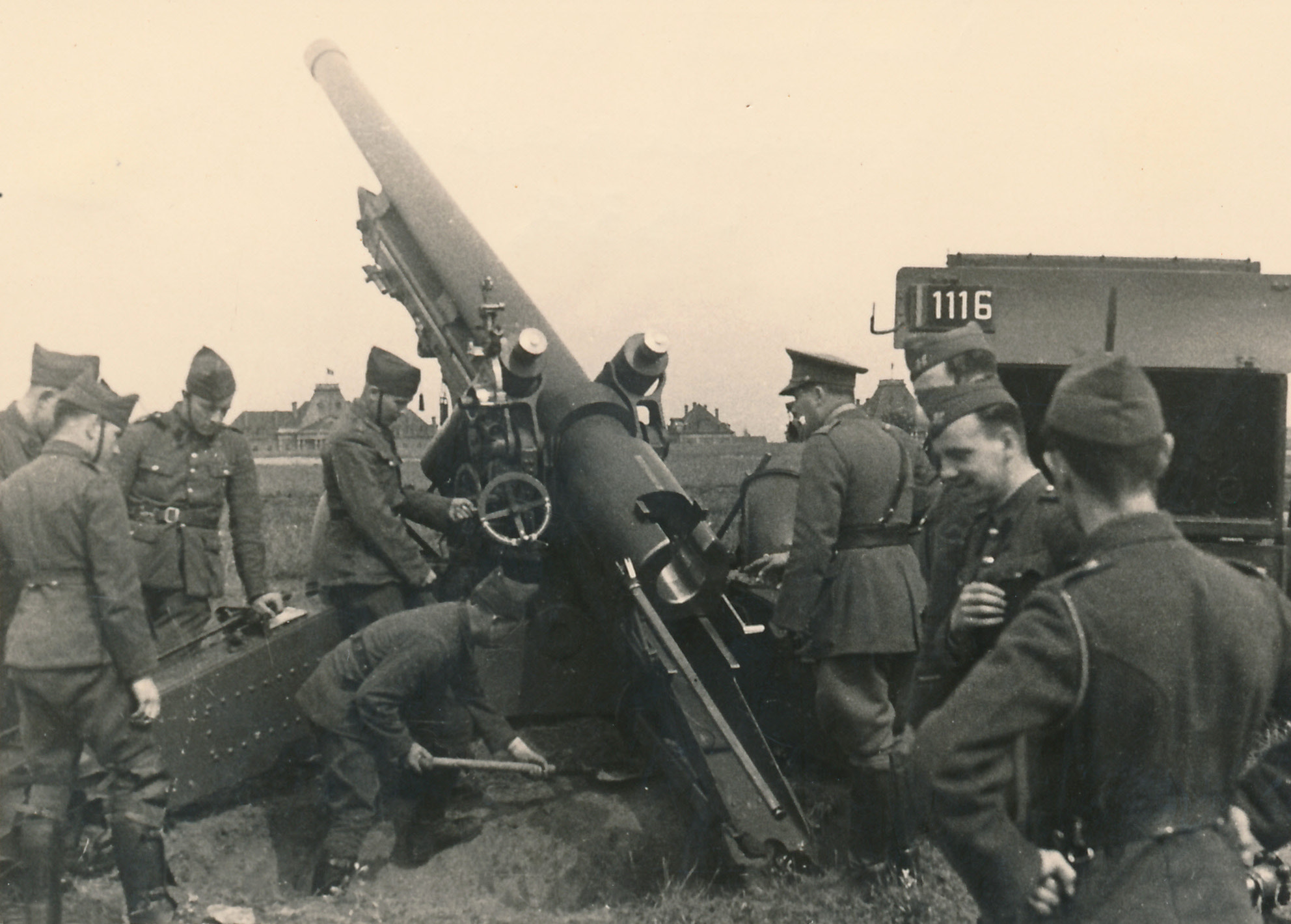
Ustawienie belgijskiego działa FRC 120 mm mle 1931 pułku 26A armii belgijskiej